# Cryptonemertes actinophila
Cryptonemertes actinophila är en djurart som tillhör fylumet slemmaskar, och som först beskrevs av Heinrich Bürger 1904.  Cryptonemertes actinophila ingår i släktet Cryptonemertes och familjen Emplectonematidae. Inga underarter finns listade i Catalogue of Life.